# صامويل آدمز
صامويل آدامز (27 سبتمبر [16 سبتمبر بالتاريخ القديم] 1722 – 2 أكتوبر 1803) هو رجل دولة أمريكي، وفيلسوف سياسي وأحد الآباء المؤسسين للولايات المتحدة. كان سياسياً في مستعمرة ماساتشوستس، أحد قادة الحركة التي تحولت إلى الثورة الأمريكية، وأحد مهندسي مبادئ الجمهورية الأمريكية التي شكلت الثقافة السياسية للبلاد. وهو من أقارب الرئيس جون آدامز.
ولد آدامز في بوسطن وترعرع في أسرة دينية ونشطة سياسياً. تخرج من كلية هارفارد، وكان رجل أعمال غير ناجح وجامع ضرائب قبل أن يتجه للسياسة. كان مسؤولاً مؤثراً في مجلس نواب ولاية ماساتشوستس وفي اجتماع مدينة بوسطن في ستينيات القرن السابع عشر أصبح معارضا لجهود البرلمان البريطاني لفرض ضريبة على المستعمرات الأمريكية دون موافقتهم. نشر رسالة معممة في ماساتشوستس في 1768 دعت إلى عدم التعاون مع جنود الاحتلال الاستعماري البريطاني لبوسطن، ونتج عن العصيان الذي تلى مذبحة بوسطن عام 1770. أنشأ آدامز وزملاؤه لجنة مراسلات في 1772 للمساعدة في تنسيق المقاومة لما رآه محاولات الحكومة البريطانية لانتهاك الدستور البريطاني على حساب المستعمرات، التي ربطت الوطنيين في جميع أنحاء المستعمرات الثلاثة عشر. استمرار المقاومة للسياسة البريطانية وحدثت بعدها حفلة شاي بوسطن عام 1773 وبدء الثورة الأمريكية.
مرر البرلمان القوانين القسرية في عام 1774، وفي ذلك الوقت حضر آدامز المؤتمر القاري في فيلادلفيا الذي عقد لتنسيق رد المستعمرات. وساعد في توجيه الكونجرس نحو إنشاء الرابطة القارية في عام 1774 وإعلان الاستقلال في عام 1776، وساعد في صياغة وثائق الكونفدرالية ودستور ماساتشوستس. عاد آدامز إلى ماساتشوستس بعد الثورة، حيث خدم في مجلس شيوخ الولاية وانتخب حاكمًا.
أصبح صموئيل آدامز فيما بعد شخصية مثيرة للجدل في التاريخ الأمريكي. أشادت السجلات المكتوبة في القرن التاسع عشر به كشخص كان يوجه زملائه نحو الاستقلال قبل اندلاع الحرب الثورية بزمن. وإن أعطى هذا الرأي المجال للنظرة السلبية اتجاها في النصف الأول من القرن العشرين، حيث تم تصويره على أنه رجل دعائي أثار عنف الغوغاء لتحقيق أهدافه. وقد تم تحدي كل من هذه التفسيرات من قبل بعض الباحثين الحديثين الذين جادلوا بأن هذه الصور التقليدية لأدامز هي خرافات تتناقض مع السجل التاريخي.

## حياته الأولى
ولد في بوسطن يوم 27 سبتمبر 1722 وهو قريب الرئيس جون آدمز، وأبوه صامويل أيضاً كان مواطناً غنياً ومرموقاً في بوسطن وكان له دور فعال في سياسة المدينة وأمه تدعى ماري فايفيلد.

## دراساته وأعماله الأولى
تخرج آدمز الشاب من هارفارد عام 1740، وبعد ثلاث سنوات حصل على ماجستير في الآداب واختار لبحثه موضوع مدى قانونية تحدي الحاكم الأعلى إن لم يتم الحفاظ على رابطة الدول. ولا يعرف أي جانب أخذه أو أي نقاش على البحث لكن هذا البحث قد تنبأ بمستقبله.
بدأ دراسة القانون تنفيذا لرغبة والده لكنه لم يستمر لأن أمه لم توافق، وقد فشل في إدارة الأعمال، ومنها صاحب مخزن إنبات شعير، بسبب اهتمامه الدائم بالسياسة، ولكن في مؤتمر بوسطن أصبح مثالا واضحا لكفاءة تلك المؤسسة لتدريب السياسيين. وحوالي عام 1748 بدأ يأخذ دورا مهما في سياسة المدينة وأصبح قائدا للمناظرات في نادي سياسي والذي كان له دور في تأسيسه ونشر في الجريدة الأسبوعية للنادي والتي تدعى بابليك أدفرتايزر (بالإنجليزية: Public Advertiser)‏ والتي كتب فيها العديد من المقالات. ومن عام 1756 إلى عام 1764 أصبح أحد جباة الضرائب في المدينة لكنه لم ينجح في منصبه فقد أدت سياساته الضريبية المتساهلة إلى متأخرات كثيرة في الديون.

## فترات الصراع ما قبل الثورة
بدأت شهرة آدمز تتوسع أكثر بعد قانون الرسوم، ففي عام 1764 عندما كان كاتبا لتعليمات النواب في المحكمة العامة حث على المعارضة الشديدة لفرض الضرائب بقانون البرلمان، وفي السنة اللاحقة تم انتخابه في مجلس العموم في المحكمة العامة للمرة الأولى حيث بقي هناك حتى عام 1774، وبعد أن خف تأثير وحماس جيمس أوتيس بدأ دوره يبرز أكثر فأكثر في المجلس الثوري، وعلى عكس آراء جيمس أوتيس وبنجامين فرانكلين فقد أعلن أن تمثيل المستعمرات في البرلمان أمر غير مشكوك به، والكثير من المستندات الثورية في ماساتشوستس ومن بينها المعروف باسم (حلول ماساتشوستس) والنشرات إلى الهيئات التشريعية في المستعمرات الأخرى هي من كتابته.
لكي يروج لتلك الغاية اقترح إلغاء الاستيراد، وأقام لجان بوسطن للمكاتبة، وحث بأن يستدعي الكونغرس القاري حلفاء مثل جون هانكوك، وجوزف وارن وجوزايا كوينسي إلى الخدمة الحكومية، وكتب عددا كبيرا من المقالات للصحف، خصوصا جريدة بوسطن بالعديد من التواقيع.
وفي الواقع كان أحد أهم الكتاب الكبار والمؤثرين في السياسة، وكانت مواقفه صريحة وقوية وتهكمية، ونقاشاته تتميز بقوة المنطق، ومثل العديد من الوطنيين الآخرين، بينما يزداد النزاع وتراجع استناده على السلطات السابقة والوثائقية واستند أكثر على الحقوق الطبيعية. افتقر آدامز إلى الطلاقة الخطابية، كما أن خطاباته القصيرة وكتاباته كانت عنيفة؛ ولكن ساعده لباسه البسيط وحياته المتواضعة لجعله محبوبا جدا من عامة الشعب الذي كان يؤمن بهم. ومن خصائصه أنه كان داهية وماكرا وفطنا ولبقا، وبارعا في كل فنون السياسة، ويعتبر أنه عمل أكثر من أي رجل آخر لتوجيه الرأي العام إلى مجتمعه في السنوات القليلة السابقة لحرب الاستقلال.
استغل آدمز بمهارة الحماس الحاد الذي تلى مذبحة بوسطن لضمان إزالة الجنود من البلدة إلى حصن في الميناء. وهو أيضا من أدار حفلة شاي بوسطن، ولاحقا كان رئيس مؤتمر بلدات ماسوشوستس الذي دعا للاحتجاج على فواتير ميناء بوسطن. وأحد أهداف البعثة التي أرسلت من قبل الحاكم توماس غايج إلى ليكسنغتن وكونكورد في 18 – 19 أبريل 1775 كانت أسر آدمز وجون هانكوك الذي كان يقيم في ليكسنغتن بشكل مؤقت، وعندما أصدر غايج إعلان العفو في 12 يونيو استثنى هذين الاثنين، وقال أن مخالفاتهما كانت أكثر شرا من أن يتم العفو عنهما.

## فترة حرب الاستقلال وما بعدها
أصبح صموئيل آدمز مندوبا للكونغرس القاري، من 1774 إلى 1781، واستمر بمعارضة أي تنازل للحكومة البريطانية؛ وكافح للتوفيق بين عدة مستعمرات في القضية المشتركة؛ وخدم في لجان عديدة، ومن بينها اللجنة التي استعدت لتحضير خطة لتكوين الاتحاد؛ وتم توقيع إعلان الاستقلال.
لكنه كان سياسيا هداما أكثر منه بناء، وأهم خدماته في الحرب كانت في تنظيم قوات الثورة قبل 1775. وفي 1779 كان عضو المؤتمر الذي وضع إطارات دستور ماساشتوستس التي تم تبنيها في 1780، وما زالت تشكل القانون الحيوي للكومنولث مع بعض التعديلات وواحدة من أقدم القوانين الأساسية في العالم. وكان أحد الثلاثة من أعضاء اللجنة الفرعية التي صاغت فعلا تلك القوانين؛وعلى الأغلب أن صموئيل ألف وثيقة الحقوق عام 1766 بالرغم من أن جون آدمز هو المنسوب إليه عموما كتابة الجزء الرئيسي من تلك المهمة.
في 1788، كان صموئيل آدمز عضو مؤتمر ماسوشوستس لتصديق دستور الولايات المتحدة. عندما قرأ تلك الوثيقة أولا عارض بشدة الحكومة المدعومة التي أصدرته، لكنه اقتنع ليصادقها بالقرارات التي أقرت في اجتماع جماهيري من صناع أو «تجار» بوسطن - مؤيدوه الأقوى - واقترح أن يكون تصديقه مصحوبا بتوصية للتعديلات صممت بصورة رئيسية لتجهيز حذف وثيقة الحقوق. وعلى الأغلب فلم تكن ولاية ماسوشوستس لتصادق على الدستور بدون مساعدته.
من 1789 إلى 1794 كان آدمز نائب الحاكم في ولايته، ومن 1794 إلى 1797 كان حاكم الولاية. وبعد تشكيل الأحزاب أصبح متحالفا مع الجمهوريين الديمقراطيين بدلا من تحالفه مع الاتحاديين.
مات في 2 أكتوبر 1803 في بوسطن.

## كتب عن آدامز
هناك كتاب حياة صامويل آدامز وخدمته العامة، وهو من ثلاثة مجلدات وطبع في بوسطن عام 1865 بقلم و. ف. ويلز وهو من نسل آدمز، وهو عمل مهم يضم معلومات ضخمة ولكنها متحيزة، وهناك أيضا سيرة له من تاليف ج. ك. هوزمر صدرت في بوسطن عام 1885 وهو عمل قصير وجيد في سلسلة السياسيين الأمريكيين، وهناك التاريخ الأدبي للثورة الأمريكية بقلم إم سي تايلر من مجلدين صدر في نيويورك عام 1897، وه. أ. كاشينغ له كتابات صمويل آدمز وهو عمل في أربع مجلدات صدر في نيويورك بين عامي 1904 – 1908.

## روابط خارجية
- صامويل آدمز على موقع الموسوعة البريطانية (الإنجليزية)
- صامويل آدمز على موقع إن إن دي بي (الإنجليزية)